# Saint-Jean-d'Hérans
Saint-Jean-d'Hérans is een gemeente in het Franse departement Isère (regio Auvergne-Rhône-Alpes) en telt 242 inwoners (1999). De plaats maakt deel uit van het arrondissement Grenoble.

## Geografie
De oppervlakte van Saint-Jean-d'Hérans bedraagt 17,9 km², de bevolkingsdichtheid is 13,5 inwoners per km².
De onderstaande kaart toont de ligging van Saint-Jean-d'Hérans met de belangrijkste infrastructuur en aangrenzende gemeenten.

## Demografie
Onderstaande figuur toont het verloop van het inwonertal (bron: INSEE-tellingen).

## Afbeeldingen

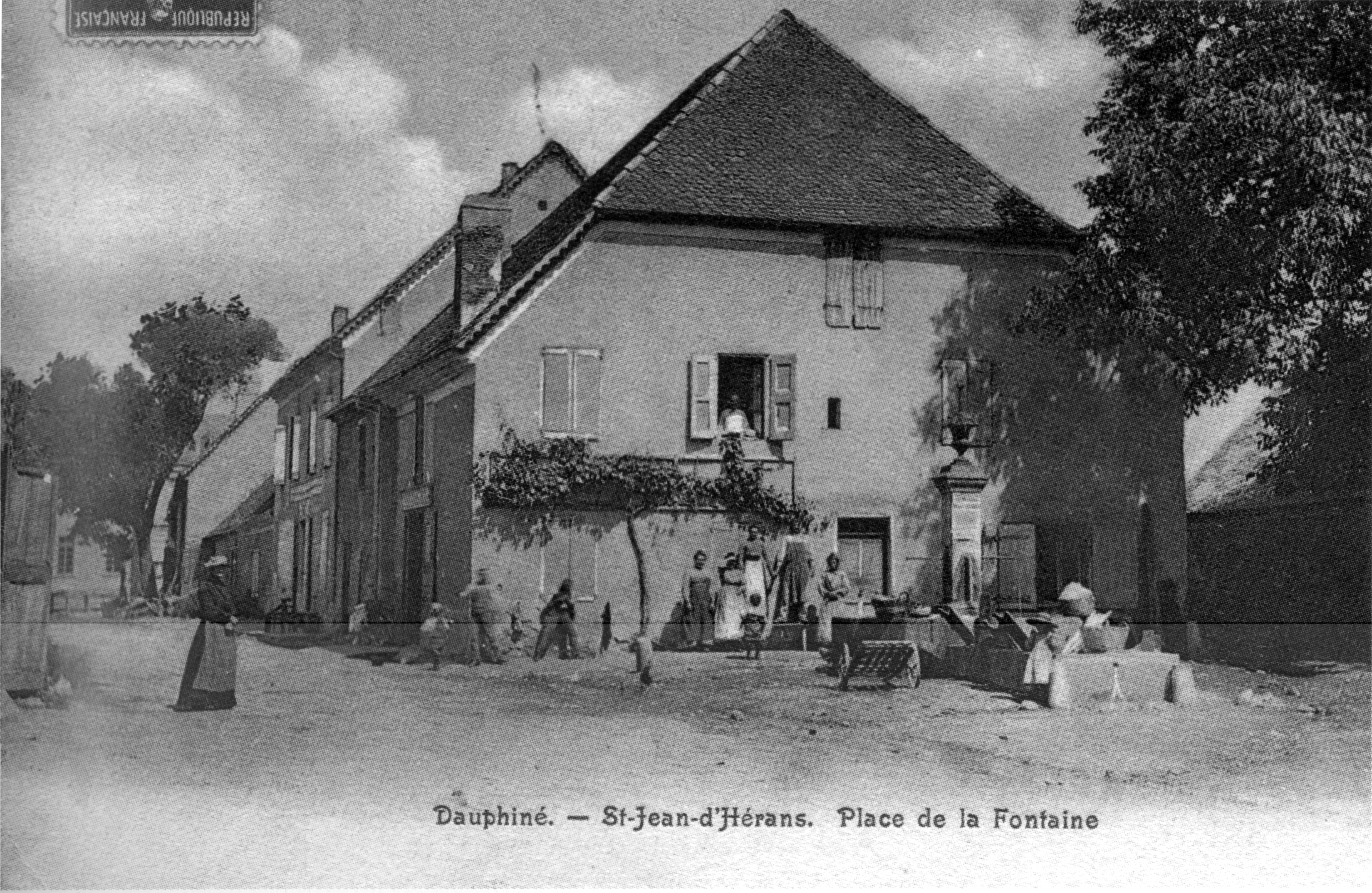
Saint-Jean-d'Hérans in 1905
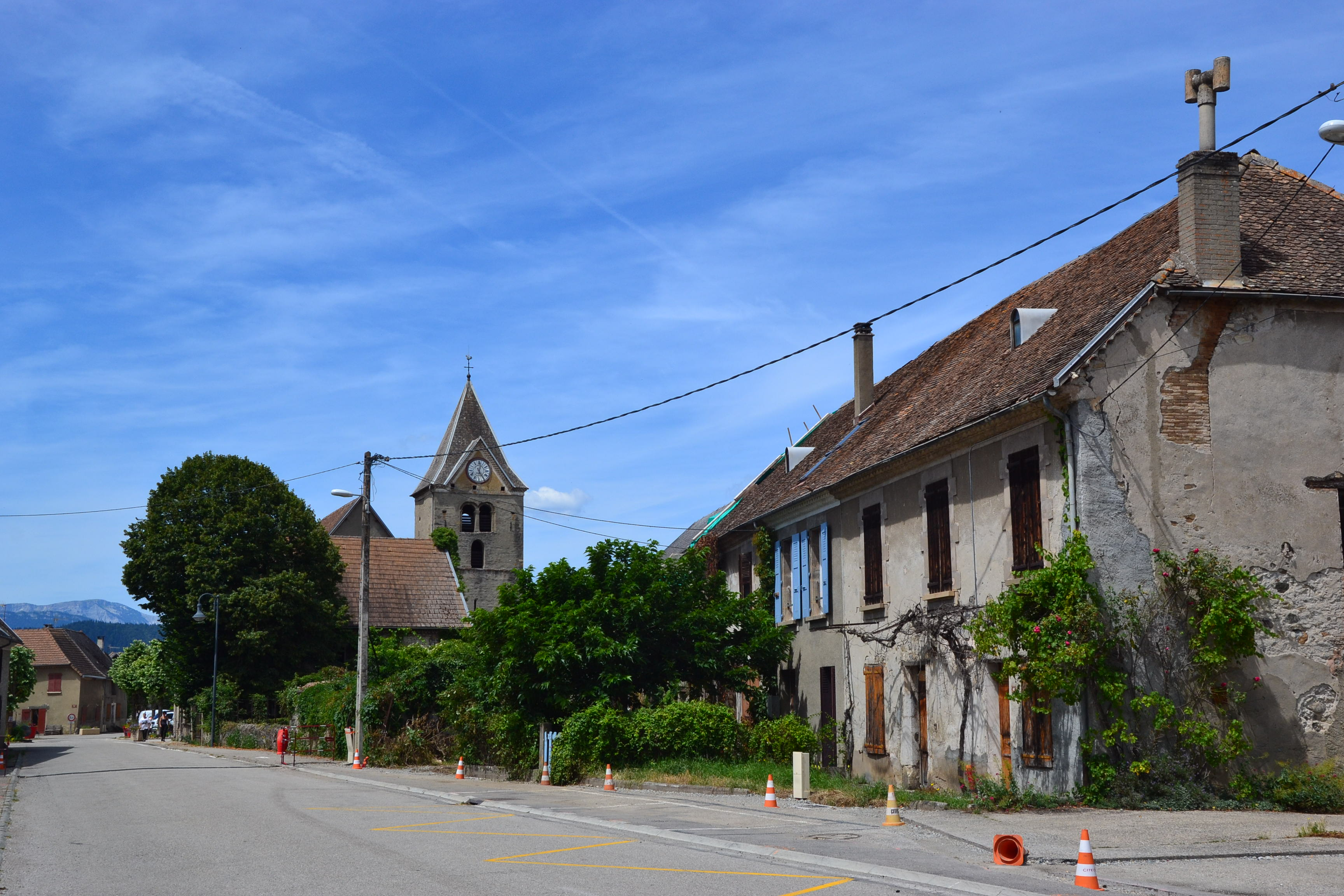
Ongeveer dezelfde locatie in 2024